# بوعلام مصمودي
بوعلام مصمودي من مواليد 15 أبريل 1994 بوهران ، هو لاعب كرة قدم جزائري.

## وصلات خارجية
- بوعلام مصمودي على موقع قاعدة بيانات كرة القدم.إي يو (الإنجليزية)
- بوعلام مصمودي على موقع Soccerway.com (الإنجليزية)